# 凡恩足球會
凡恩足球會 (英語：Football Club Van) 是一家位於亞美尼亞恰伦察万的職業足球會。

## 歷史
凡恩足球會由亞美尼亞裔俄羅斯商人Oleg Ghukasov於2019年5月31日成立。成立首年，球會參加亞美尼亞甲組足球聯賽。2020年7月30日，凡恩在甲組聯賽獲得冠軍，升上亞美尼亞足球超級聯賽。

## 球會榮譽
- 亞美尼亞甲組足球聯賽

 冠軍： (1) 2019–20